# 右翼政黨聯盟
右翼政黨聯盟是以色列右翼至极右翼宗教錫安主义政党的联盟，其中包括犹太人家园 、猶太力量黨和民族聯盟-重生。该聯盟是在2019年以色列議會选举之前创建的 ，此前以色列总理班傑明·納坦尼雅胡敦促犹太人家园接受猶太力量黨作为其选举名单的一部分，以避免分散右翼政黨的选票。   双方的象征是“טב”。 

## 背景
2019年1月，民族聯盟-重生和猶太力量黨组建了联合名单。 然而，谈判最终于2019年2月11日失败。 
2019年2月12日，猶太力量黨与犹太人家园进行了会谈，為了达成有關於联合名单的可能性。 
2019年2月15日，民族聯盟-重生和犹太人家园再次同意了一份名单，民族聯盟-重生获得了名单上的其他席位。 
据报道，2019年2月19日，猶太力量黨和犹太人家园之间的谈判陷入僵局。 
2019年2月20日，在納坦尼雅胡承诺犹太人家园2個內閣部长职位以换取与猶太力量黨合作後，猶太力量黨和犹太人家园同意接受聯合名单。 
该党试图让一起加入聯合名单，但由于一起的拉比梅厄馬祖茲的拒绝，導致谈判失败。 虽然一起的領導埃利·伊沙伊宣称是因為阿耶·德里否决了伊沙伊的潜在部长職位。 
猶太力量黨於6月25日宣布，它反對猶太人家園使用挪威法律將伊塔馬爾本 - 吉維爾留在以色列議會中，並退出聯盟。 
2019年7月29日，聯盟和新右派黨達成協議，新右派黨的阿耶萊特·沙凱德將領導聯合名單。

## 争议
由于猶太力量黨的極端意识形态，使得納坦尼雅胡试图让猶太力量黨与犹太人家园一起被列入選舉名单此舉引發争议，这导致它被美國以色列公共事務委員會 、 反诽谤联盟 和美國猶太人委員會 譴責。 

## 领导
| 领导 | 领导 | 领导       | 上任 | 左办公室 |
| ---- | ---- | ---------- | ---- | -------- |
|      |      | 拉菲佩雷茨 | 2019 | 现任     |

## 組成
| 政黨 | 政黨           | 意識形態     | 政治立場     | 現有議員 |
| ---- | -------------- | ------------ | ------------ | -------- |
|      | 犹太人家园     | 宗教錫安主义 | 右翼至极右翼 | 3 / 120  |
|      | 全国联盟－复兴 | 宗教錫安主义 | 极右翼       | 2 / 120  |